# Nagato (personaje de Naruto)
Nagato (長門?) o «Pain» (ペイン Pein?) es un personaje del manga y anime de Naruto. Comanda la Organización Akatsuki y gobierna la Aldea Oculta de la Lluvia, de la cual es originario. Todos los miembros de Akatsuki se refieren a él como «líder», a excepción de Konan, su amiga de toda la vida. Aunque dirige las acciones de los demás miembros e impone autoridad sobre ellos, Pain recibe órdenes de Obito Uchiha, quien está bajo el alias de Tobi y quien dice ser Madara Uchiha. Además de actuar como el líder de Akatsuki, Pain encabezó al bando triunfador en la última guerra civil en el País de la Lluvia. Pain es el único personaje de Naruto que le puso fin a una aldea entera (con un Shinra Tensei) y, posiblemente, el que más ninjas asesinó en una sola batalla.

## Descripción
Inicialmente, solo se muestra su silueta durante la extracción de los Bijūs, con un peinado de múltiples picos similar al de Naruto Uzumaki y unos ojos con varios círculos concéntricos de distintos tonos de gris (Dōjutsu:Rinnegan). Aparece en persona por primera vez muy brevemente, revelando los objetivos finales de Akatsuki. Más tarde se le ve sobre una estatua en una gran ciudad, donde los edificios, aunque similares en aspecto a los de Konoha, son mucho más altos, y están cubiertos de tubos y cables. Esta ciudad resulta ser la Aldea Oculta de la Lluvia. Posee el cabello de color naranja. Es el único que ha dado órdenes a los otros miembros y ninguno se ha opuesto o lo ha desafiado, salvo quizá Hidan el Inmortal, que le insultó.
En el capítulo 363 en el manga y en capítulo 125 en el anime aparece al descubierto, mostrando múltiples piercings en los labios, la nariz y las orejas. En ese momento aparece junto a Konan, su compañera, aunque también se muestra al descubierto en el capítulo 114 de Naruto Shippūden en un recuerdo de Orochimaru.
Es sumamente serio, sin ningún grado de humor. Pain posee un Dōjutsu transmitido por el sabio de los 6 caminos, Rikudou. Este es llamado Rinnegan (Ojo de la Reencarnación), con el cual puede dividir su alma y habilidades únicas entre sus 6 cuerpos. Se dice que el verdadero Pain no suele mostrarse ante el mundo y los comanda a escondidas. Más adelante en la historia se revela el verdadero cuerpo de Pain, que es el de un hombre con aspecto demacrado, desnutrido y con el cabello rojo, con varias barras negras incrustadas en la espalda y brazos y, finalmente, un mecanismo de cuatro patas que le permite moverse. Este hombre no es otro sino Nagato. En el capítulo 510 del manga se revela que era un miembro del Clan Uzumaki.

### Hazañas de Pain
Entre sus proezas, destacan las siguientes:
- Derrotó a Fukasaku, Kakashi, Hanzo, Jiraiya, Utakata, Chouzan, Hinata, Shizune, Ebisu, Tsunade, Orochimaru, Kakuzu e Ibiki.
- Destruyó la Aldea Oculta de la Hoja con un solo jutsu (Shinra Tensei).
- Ganó la guerra civil de la Aldea Oculta de la Lluvia y se convirtió en el líder.

### Personalidad
Su personalidad es calmada y fría, muy analítico con sus rivales. Al principio presenta una imagen despótica al querer poder de los Bijūs para sus fines, pero en realidad quiere que haya paz. Él cree que la única forma de que haya paz en el mundo es haciendo que la gente comprenda el dolor, por lo que parte de su objetivo es hacerles sentir ese sufrimiento. De convicciones firmes, se le puede identificar con la expresión "El fin justifica los medios".

## Historia

### Pasado
Nagato fue un niño que vivió durante la segunda guerra en amegakure. Su padre pertenece al clan Uzumaki mientras que su madre del clan senju ambos huérfanos quienes a partir de la destrucción de la aldea del remolino durante la primera gran guerra ninja vagaron por los países hasta llegar a la aldea de la lluvia dónde morirían a manos de ninjas de Konoha durante la segunda guerra. A raíz de esto, vagó por el país hasta encontrarse con Konan y Yahiko, con los que siguió su camino. Durante la guerra, una explosión causada por la batalla entre los Sannin y Hanzō los alerta, por lo que acaban por conocer a estos. Uno de ellos, Jiraiya, decide entrenar a los tres niños para que puedan protegerse. Tras tres años, los jóvenes se volvieron ninjas competentes, por lo que su maestro decidió volver a Konoha. Yahiko decidió ser poderoso para poder lograr la paz, y Nagato sigue los ideales de este.
La organización Akatsuki fue creada y nombrada por Yahiko (como Konan se lo recuerda a Obito Uchiha durante su batalla). Sin embargo, Nagato abandonó su actitud esperanzada al experimentar un gran sufrimiento por la muerte de su amigo, por lo que concluye que el mundo debe comprender el dolor para que sepan valorar la paz. Posteriormente adquirió un mayor dominio sobre su Dōjutsu, desarrollando así su técnica de los "Seis Caminos del Dolor". Tratando de cumplir el sueño de Yahiko, que asimiló como suyo propio, trató de convertirse en un "Dios" que restaure la paz.
Desde entonces, Pain lideró una de las potencias combatientes en la guerra civil de la Aldea Oculta de la Lluvia y ha llegado a dominar la villa, donde se volvió un líder bastante respetado. Los miembros del partido de Pain usan los protectores de la Aldea Oculta de la Lluvia con una línea horizontal como lo hacen los miembros de Akatsuki, a pesar de que ninguno de ellos, incluyendo a Pain, sean ninjas renegados, como lo simboliza ese rasguño en el protector de su banda.

### Primera parte
Hace su primera aparición en el manga y, en el anime, en el episodio 135 durante la reunión de Akatsuki, al lado de Konan y Zetsu. Allí menciona su objetivo de capturar al Zorro de las Nueve Colas.

### Segunda parte
Pain vuelve a aparecer para recibir a Deidara y Sasori en una cueva en las cercanías de la Aldea de la Arena. Tras invocar al Gedo Mazo, proceden a extraer al Shukaku.
Luego vuelve a aparecer para el sellado del Dos y Tres Colas, llamando a Hidan y Kakuzu. Aunque no se consigue apreciar su apariencia por completo, durante la extracción se aprecia su cabello anaranjado y el diseño definitivo de su Rinnegan.
En el manga tuvo una tercera aparición, en una nueva reunión para la extracción del Cuatro Colas, donde también menciona las muertes de Hidan, Kakuzu y Orochimaru.

### Jiraiya vs. Pain
Pain se encuentra en la Aldea Oculta de la Lluvia junto a su compañera Konan. Allí, Obito Uchiha, quien se muestra como Madara Uchiha y el verdadero dirigente de Akatsuki, le encomienda capturar a Kurama.
En Konoha, Jiraiya se presenta ante Tsunade y le explica que va a ir a la Aldea de la Lluvia, ya que se enteró de que el líder de Akatsuki se encontraba en dicha Aldea. Tras infiltrarse con éxito en la Aldea de la Lluvia, Jiraiya captura a dos ninjas de bajo rango, de los que consigue sacar cierta información referente a la subida al poder de Pain tras haber derrotado al anterior líder, Salamandra Hanzō.
Jiraiya va en busca de Pain, pero Konan se da cuenta de su presencia y lo intercepta, lo cual trae al sannin recuerdos de cómo la conoció a ella y a sus dos compañeros (Nagato y Yahiko) cuando eran niños y los entrenó. Entonces, Pain aparece ante él con el 4.º cuerpo, Chikushodō (camino de los animales). Este empieza a invocar distintos y extraños animales gigantes (un perro con alas de murciélago que podía multiplicar el número de sus cabezas al ser atacado, un camaleón con un ojo vendado, entre otros), contra los que Jiraiya debe luchar. Durante esta pelea, Pain revela que quiere capturar a todos los Bijūs para crear una nueva técnica que le permitirá destruir países enteros. Jiraiya invoca a dos ancianos sapos: Shima (Ma) y Fukasaku (Pa), que le ayudan a recolectar energía natural para poder entrar en Modo Ermitaño, que le otorga mayor poder, además de poder realizar el Chō Odama Rasengan. Uno de los cuerpos en que se manifiesta Pain (el 5.º: Gakidō, Camino Preta) absorbe el Rasengan, por lo que tiene que retirarse a pensar una nueva estrategia. Puesto que los tres cuerpos que están actuando a la vez, permiten que Pain no tenga punto ciego.
Jiraiya decide utilizar un poderoso genjutsu que realizan los dos sapos croando sincronizadamente. Tras esto, el sannin parece haber ganado, pero aparecen tres cuerpos más de Pain, que revela que en realidad son seis, decantando la batalla a su favor. Pain afirma que todos ellos son Pain, y Jiraiya reconoce en todos ellos ninjas que ya ha visto antes, entre ellos a Yahiko.
Tras perder su brazo izquierdo después de la aparición de los seis Pain, empieza a recordar fragmentos de su vida. A la vez, comprende la verdadera naturaleza de Pain, y lo anota en un mensaje cifrado en la espalda de Fukasaku, el cual se dirige hacia Konoha tan pronto Jiraiya termina de escribirlo. No hubo demora entre la partida de Fukasaku a Konoha y el ataque con las barras de metal de los 6 Pain a Jiraiya, lo que le causa la muerte. Es finalmente lanzado al agua, pensando en su libro, y con su último aliento piensa que el título ideal para su siguiente libro será La historia de Naruto Uzumaki.

### La invasión de Konoha

#### Llegada y combate contra Kakashi
Se puede ver a Pain, junto con Konan y sus otros cuerpos derrotando a un grupo de ninjas y llegando por fin a Konoha. Pain y Konan empiezan la destrucción de la Aldea y la captura de Kurama. Sus cuerpos se dividen en 2 escuadrones, uno de reconocimiento, donde se encuentra Konan, y otro de distracción. Una vez dentro de Konoha, encuentra a Iruka, e intenta sonsacar información sobre el paradero de Naruto. Iruka se niega a responder y Pain decide matarlo, pero en ese momento aparece Kakashi Hatake, quien lo detiene. Iruka escapa y empieza una pelea entre Kakashi y Pain.
Pain (Yahiko), sigue luchando contra Kakashi, y los demás cuerpos siguen con sus planes. En la lucha con el Jounin, convoca el quinto cuerpo. El cuerpo de Yahiko y el quinto cuerpo de Pain, El Camino Asura, aparece en el lugar y deja en desventaja a Kakashi, casi al punto de llegar a un límite en el que el joven está a punto de ser derrotado, hasta que aparece Choza y Chōji Akimichi, que aplastan el cuerpo del Camino Asura y lo neutralizan temporalmente. Los Akimichi y Kakashi siguen luchando contra Pain, pero todos sus ataques son repelidos por su Shinra Tensei. Kakashi confirma que el cuerpo principal de Pain (Yahiko) tiene el poder de atraer o repeler cuerpos, así como manejarlos a placer. Finalmente, los Akimichi y Kakashi son derrotados, este último sin banda y bajo un montón de escombros. Pain decide darle el golpe de gracia a Kakashi, sin embargo, no se quiere acercar por precaución, así que en su lugar coge un clavo que hay en el suelo y se lo lanza. No se ve explícitamente, pero la última viñeta, en la que se ve la silueta de Kakashi, sugiere que el clavo ha herido a Kakashi, probablemente en la frente o en un ojo.
A continuación, Pain ve el cuerpo del Camino Asura destruido y se retira, creyendo haber matado a los Akimichi y a Kakashi. Luego de lamentar la muerte de Choza, Kakashi le ordena a Chōji que lleve la información que obtuvieron a Tsunade. Sin embargo, el cuerpo de Pain, el Camino Asura, aún seguía con vida, y trata de dispararle un misil a Chōji con la intención de matarlo, pero Kakashi desvía el ataque del misil con el Kamui de su Mangekyo Sharingan, muriendo él en el proceso y el cuerpo del Camino Asura de Pain también.

#### Intervención de Konohamaru
Más tarde, el Camino Naraka, interroga a dos chūnin de Konoha sobre el paradero de Naruto Uzumaki, y estos se niegan a responderle, muriendo uno a manos de Pain. Esto es visto por Konahamaru y decide escapar, sin embargo, Pain lo nota y está dispuesto a seguirlo. En ese instante aparece Ebisu, y Pain lo interroga, produciendo que el Jonin recuerde sus momentos con Naruto. Usando el cuerpo del Camino Naraka trata de ahorcar a Ebisu, pero Konahamaru le arroja unos kunais, liberando a su sensei. De este modo, se enfrenta al niño, quien gracias a la técnica que aprendió de Naruto, el Rasengan, logra dejarlo temporalmente neutralizado.

#### Revelación de las habilidades de Pain
Mientras tanto, Ino y los demás se dirigen al departamento de desencriptación, pero uno de los cuerpos de Pain, el Camino Animal, los descubre e irrumpe en el edificio. En el proceso descubre que los ninjas de Konoha tienen una de sus estacas negras, que según la autopsia de Shizune, son receptores de chakra. Trata de matarlos con una de sus invocaciones con tal de recuperarla, sin embargo Katsuyu aparece en el lugar y los salva de una muerte segura, por lo cual Ibiki Morino y otros cazadores especiales ANBU se encargan de entretener al cuerpo de Pain para que lleven la información que descubrieron del ninja de la Lluvia a Tsunade Senju. Mientras los ANBU se encargan de las invocaciones del Camino Animal, Ibiki trata de interrogar y torturar al Camino Animal de Pain para que este revele todos sus secretos, pero en medio de la tortura Ibiki descubre que el cuerpo del Camino Animal de Pain en realidad es un cadáver, y, por ende, no siente dolor alguno en la cámara de tortura. El Camino Animal se enfurece y le recrimina a Ibiki que él no conoce el verdadero dolor, se libera de sus ataduras y ataca rápidamente al ninja con su jutsu, invocando un pájaro blanco desde el cuerpo de Ibiki, sin embargo Katsuyu llega rápidamente y empieza a sanarlo.
A su vez, Pain (Yahiko) llega a la azotea de la oficina del Hokage y le explica a Tsunade sus planes. Le pregunta la ubicación de Naruto, y Tsunade se rehúsa a contestar esa pregunta, advirtiendo que no la subestime a ella ni a Naruto. Más tarde, el cuerpo de Pain (el Camino Humano) ataca sorpresivamente a Shizune y descubre la ubicación de Naruto, avisando al cuerpo principal de Pain (Yahiko). Posteriormente el cuerpo del Camino Humano mata a Shizune. A continuación, Pain (Yahiko) reflexiona sobre el paradero de Naruto y observa que Tsunade ya sabe su habilidades. Luego, todos los cuerpos de Pain y Konan son retirados rápidamente de la aldea, excepto el cuerpo principal de Pain (Yahiko), y le advierte a Konan que va a realizar un Shinra Tensei masivo, destruyendo así a toda Konoha.

#### Llegada de Naruto
En ese instante, Naruto, Shima, Fukasaku, Gamabunta, Gamaken y Gamahiro, son invocados en Konoha, y Pain (Yahiko). Más tarde, los demás cuerpos son reactivados, y el cuerpo de Pain (Camino Naraka) llama a su invocación y se traga al Camino Asura de Pain, recuperando así todos los daños que había sufrido. Konan advierte que tenga más cuidado y reflexiona sobre el elevado riesgo que corre al utilizar el Shinra Tensei. En ese momento, uno de los cuerpos de Pain (el Camino Animal), convoca a los demás cuerpos en el lugar de la batalla. Tsunade, se dispone a luchar exhausta por haber usado el Ninpou: Souzou Sazei, y el cuerpo de Pain, el Camino Asura, trata de matarla para que esta no se interponga en su camino, pero Naruto interviene y destruye el cuerpo del Camino Asura con facilidad con un Rasengan. A continuación, el Camino Animal invoca un rinoceronte, pero Naruto lo derrota. Al mismo instante convoca a un cerbero (un perro de tres cabezas) y a un toro, pero Fukasaku y Shima los atrapan con un jutsu de grito sónico y Naruto los derrota con un Odama Rasengan. Posteriormente Gamabunta, Gamaken y Gamahiro se encargan de acabar con las invocaciones del Camino Animal de Pain. Luego, el Camino Preta se dispone atrapar a Naruto con una estaca negra, pero Katsuyu le advierte a Naruto que las técnicas de ninjutsu no sirven contra el Camino Preta. Enterado de esto, el protagonista decide atacar directamente al cuerpo de Pain con su Taijutsu Sennin, sin embargo, los ataques son fácilmente esquivados por el Camino Preta. Katsuyu también le advierte sobre la visión compartida del Rinnegan que tienen los cuerpos de Pain. Finalmente, con un golpe certero hace volar por los aires al Camino Preta, dejándolo temporalmente fuera de combate. En ese instante, Naruto realiza el Fūton: Rasen Shuriken y se entera de que Jiraiya fue maestro de Pain. Al mismo tiempo lanza el Rasen Shuriken y mata al cuerpo de Pain, el Camino Humano, al ser impactado por el ataque. Más tarde, Shima realiza un jutsu de viento para crear una tormenta de polvo sobre los cuerpos de Pain, para anular su visión compartida del Rinnegan, mientras que Fukasaku aprovecha la oportunidad para lanzar a Gamabunta hacia donde está Naruto y el Camino Animal de Pain. Se los traga a ambos, dejando sin el campo visual compartido del Rinnegan al Camino Animal de Pain, y Naruto rápidamente ejecuta un Raserengan y mata a su enemigo.
Más tarde, todos los demás cuerpos son derrotados por Naruto, excepto Pain (Yahiko) y el cuerpo del Camino Preta. Pain realiza su manipulación de la gravedad para atraer a Naruto, y el cuerpo del Camino Preta lo debilita absorbiendo su chakra, eliminando todo su senjutsu y chakra interno. Al ver esto, Pain (Yahiko) afirma que la misión fue un éxito y que Kurama había sido capturado. En ese momento, Naruto aprovecha para reunir el chakra natural. De esta manera, el cuerpo del Camino Preta continúa absorbiendo chakra natural a tal punto que no puede controlarlo y sufre la Petrificación de Sapo. A continuación, Naruto desafía a Pain a luchar con tal de ganar tiempo para Fukasaku y Shima de preparar su Genjutsu y así poder tener una oportunidad de acabar con el cuerpo principal de Pain; sin embargo, este descubre sus intenciones y utiliza su técnica de atracción sobre Fukasaku, apuñanlándolo. Naruto, reacciona a esto y Pain, utiliza nuevamente su técnica de atracción tirándolo al suelo y clavándole la misma en sus manos. Continúa hablando con Naruto sobre la paz y el objetivo de capturar a los Bijūs. Mientras tanto, Konan recrimina a Nagato por el uso excesivo de chakra, ya que este degradó su vida aún más por utilizar el Shinra Tensei en repetidas oportunidades. Posteriormente, Pain inserta más estacas al cuerpo de Naruto, inmovilizándolo. En ese momento, Hinata Hyūga aparece y se interpone entre Pain y Naruto, disponiéndose así a pelear contra Pain. Este la vence fácilmente con un Shinra tensei y luego le clava una estaca negra, enfureciendo así a Naruto, que libera primeramente 4 colas y, durante en el trascurso del combate, las 6 colas de Kurama.

#### Transformación de Naruto
Naruto-Kurama comienza a atacarlo con grandes rocas. Pain las esquiva hasta que detrás de uno aparece Naruto-Kurama, quien lo golpea fuertemente. Pain trata de esquivar entonces una gran roca que su oponente carga con grandes manos hechas de chakra de Kurama, pero no es lo suficientemente rápido y es golpeado, quedando enterrado hasta el cuello; entonces le pregunta a Naruto que si ahora lo odia y que si aún cree que es posible que haya un entendimiento entre las personas. Naruto-Kurama comienza entonces a atacarlo con disparos de varias bombas Bijū de chakra, siendo bloqueados por una variante del Shinra Tensei. Pain le pregunta si es todo lo que tiene, a lo que Naruto contesta con un disparo aún más fuerte, siendo golpeado esta vez Pain en el acto. El antagonista entonces lanza una especie de ondas cortantes, las cuales parten las grandes raíces de una plataforma, cayendo esta sobre su atacante, pero no es suficiente para detenerlo, pues se abre rápidamente camino hacia la superficie. Entonces, el collar de Hashirama Senju que lleva Naruto comienza a reaccionar, intentando suprimir el chakra de Kurama, pero este se lo arranca de cuello y lo rompe, por lo que queda fuera de control. Pain se prepara para recibirlo con un Shinra Tensei, pero no es suficiente para detener a Naruto-Kurama, quien lanza a Pain, haciendo que este salga volando violentamente.
El protagonista se prepara para atacarlo con una Bijū-dama, pero es interrumpido por la técnica Banshou Tein, que hace caer una enorme roca sobre él. Al ver este resultado, Pain decide llevar a Naruto lejos de la aldea y llevarlo cerca de Nagato. Una vez más próximo a este, usa su técnica Chibaku Tensei, una bola de chakra con una gran capacidad de atracción, la cual atrae rocas árboles, finalizando esto en un enorme satélite. De esta manera, Naruto-Kurama queda encerrado en una gigantesca bola de tierra. Este último ataque provoca que Nagato se fatigue más, y aún con esto él cree haber atrapado a Kurama, pero al liberarse la octava cola, Pain lo mira impresionado. Justo antes de liberar la novena cola por la influencia de Kurama, Naruto, quien estaba a punto de romper el sello, es súbitamente interrumpido por la aparición de Minato Namikaze, el cuarto Hokage, el cual lo detiene antes de que lo haga. Tras explicar que Pain es manipulado por Obito, Minato crea de nuevo el sello y vuelve a encerrar a Kurama dentro de Naruto. De esta manera, las colas desaparecen y vuelve al modo Senjutsu para comenzar de nuevo la pelea contra Pain. Naruto decide que va a localizar a Nagato por su cuenta,  y se dispone a romper una de las estacas de Pain para clavársela, logrando de esta manera saber la localización de Nagato. Luego, Naruto lanza dos Rasen Shuriken hacia Pain, evita el primero con su Shinra Tensei, pero el segundo estaba escondido en la sombra del anterior, dejando a Pain muy sorprendido. Después, dos clones de Naruto lo intentan atrapar para que no escape, pero el enemigo los clava con sus estacas negras. Muchos clones de Naruto se habían camuflado como piedras, por lo que Pain usa el Shinra Tensei, pero Naruto crea una barrera de clones para protegerse. En un intervalo de 5 segundos, Naruto hace un Rasengan y es lanzado por un clon, impactando con este ataque a Pain directamente. Al final, queda tirado en el suelo, muerto, y Naruto le saca sus estacas para que este no pueda moverse más.
Con el fin de la batalla, Naruto se dispone a localizar a Nagato, pero en el camino se encuentra con Shikaku, Inoichi y un Hyūga. Inoichi trata de detener a Naruto, explicando los riesgos de dirigirse en solitario, pero el protagonista, dispuesto a la búsqueda de Nagato, acaba por convencer a Shikaku, que insiste a Inoichi que lo deje ir. Naruto, continuando su camino, logra llegar hasta a un gran árbol hecho de origami, donde se encuentran Nagato y Konan.

### Naruto y Nagato
Naruto entra y le pregunta a Nagato que si él es el verdadero, y pregunta por la paz. Naruto le pregunta por su historia, y Nagato le cuenta que tiene dos grandes recuerdos del dolor. El primero, fue que sus padres fueron asesinados por error por ninjas de Konoha, creyendo que eran ninjas, lo que causa que el pequeño Nagato muestre por primera vez su Rinnegan. A continuación, revela su segundo trauma: comenta que Yahiko murió debido a que este formó Akatsuki como una organización pacífica, con la intención de traer la paz a través de la cooperación sin recurrir a la lucha. Se reunieron con Hanzō el Salamandra, Amekage de la Aldea de la Lluvia, y Danzō, que se unió a Hanzō para convertirse en el Hokage, pero fueron traicionados, pues veían en esa organización un peligro para sus planes. Estos atraparon a Konan y amenazaron con matarla a menos que Nagato asesinara a Yahiko. Este pide a Nagato que lo mate, pero se niega, recordando sus palabras de niño cuando decía que quería protegerlos, pero Yahiko corre hacia él y se lo clava a sí mismo, diciéndole que debía sobrevivir como sea, ya que él es el salvador del mundo, y que él creía en que podía salvar su aldea y al mundo de las guerras. El cuerpo de Yahiko cae, Nagato queda en anonadado por la situación, sin entender por qué había ocurrido eso, sintiendo que una vez más, sus respuestas eran inútiles. Al ver morir a su mejor amigo, el poder del Rinnegan despierta otra vez y detiene una lluvia de kunais extendiendo solamente una mano. Logra rescatar a Konan y, para eliminar a los ninjas de Konoha y a los de Hanzō, invoca a una enorme estatua viviente llamada Gedomazo, la cual tiene el poder de robar las almas de quien toca . Al ver esto, Hanzō contraataca, pero falla y finalmente escapa.
Después, Nagato le cuenta a Naruto que tras la muerte de Yahiko se convirtió en el líder de la organización (y tacha su protector de la aldea de La Lluvia). Naruto sintió empatía por la historia Nagato y le dice a este que tiene razón, pero que Jiraiya confiaba en él, por lo cual debía detenerlo. Más adelante, Naruto le contaría sobre el libro que escribió Jiraiya, sobre la leyenda de un chico que podría salvar al mundo de la destrucción, y le explica que ese libro fue inspirado en él. Posteriormente Nagato reflexiona, y admite que Naruto es un chico extraño y que le recuerda a su juventud. Afirma que no puede creer en lo que pensaba Jiraiya y que tampoco puede creer en la humanidad, pero ve en Naruto un futuro distinto y por lo tanto decide creer en él.
Nagato realiza su última técnica, llamada: "Jutsu de Resurrección del Camino del Samsara", con lo cual devuelve la vida a todos aquellos ninjas de Konoha que murieron durante el ataque, entre ellos Kakashi, siendo este su último sacrificio. De este modo, confía en Naruto sus sueños y esperanzas. Konan envuelve cuidadosamente los cuerpos de Nagato y Yahiko en ataúdes de origami y finalmente se despide de Naruto, expresando que también creerá en él. Menciona que dejará a los Akatsuki y que lo ayudará junto con la Aldea Oculta de la Lluvia a conseguir dicha paz eterna. Acto seguido, le da un ramo de flores de papel, que nunca se marchitarán, lo que simboliza una eterna esperanza y confianza en Naruto.

### El regreso de Nagato
Durante la Cuarta Gran Guerra Ninja, Nagato vuelve a la vida gracias al jutsu activado por Kabuto, el Edo Tensei, con el cual puede revivir a cualquier ninja muerto. Sin embargo, aunque Nagato puede hablar y pensar a voluntad, no puede controlar sus movimientos. Otra particularidad es que a pesar de que Obito le haya sacado el ojo Rinnegan izquierdo para implantárselo, el Dōjutsu hace que el ojo vuelva a nacer con el Rinnegan. Esto le da una gran ventaja a Obito, ya que puede utilizar la técnica de Nagato a voluntad.
En el capítulo 510 del manga, Obito llega donde esta el cuerpo de Nagato, para tomar su Rinnegan. Entonces, el ninja renegado revela que Nagato era miembro del clan Uzumaki, pues era pelirrojo de nacimiento. El cabello se destiñó antes de su muerte, debido al uso desmesurado del jutsu de resurrección de Gedō (Camino Naraka). Finalmente tras una ardua batalla Itachi logra usar el ojo Sharingan de Shisui Uchiha implantado en uno de sus cuervos, con el cual activa el jutsu Kotoamasikami, con el cual logra liberarse del control del Edo Tensei de Kabuto y usar su Susano para sellar el alma de Nagato con la espada Totsuka.

## Habilidades
Pain se ha visto utilizando la Shōten no Jutsu, que le permite clonar miembros de Akatsuki utilizando sacrificios humanos que ellos mismos miembros controlan y pueden utilizar para enfrentar enemigos en su lugar. Los clones formados son copias perfectas del miembro original, teniendo cualquier rasgo genético o armas que el verdadero miembro pueda tener. El poder del clon es idéntico al aumento de chakra dado a la misma duplicación.

El Rinnegan

Su técnica más importante para las operaciones de Akatsuki es el Fūinjutsu, Genryū Kyū Fūjin. Con los demás miembros de Akatsuki, esta técnica comienza un proceso de tres días para extraer al Bestia de Colas de su dueño y posteriormente encerrarlo en una estatua. Parece haber un orden respecto a cual Bijū tienen que sellar, ya que no pueden sellar al Zorro Demonio de Nueve Colas sin atrapar a las otras bestias ya, que la estatua sería destruida, liberando así a los demás bijūs.
Pain posee el Dōjutsu, Rinnegan, de donde viene su poder. Esta técnica fue original del Sabio de los Seis Caminos, llamado Rikodou Sennin, el primer ninja del mundo y del que se afirma que es el "Creador del Ninjutsu Moderno". Las habilidades del Rinnegan son desconocidas en su totalidad, pero permite al usuario utilizar los cinco tipos de chakra elemental: fuego, agua, rayo, tierra, viento; así mismo, puede combinarlos creando otros elementos como: hielo, madera, lava, luz, oscuridad, velocidad, y algunos jutsus médicos avanzados. Por otra parte, además, permite a Pain ver todo lo que ven sus demás cuerpos, coordinándolos así a la perfección, sin embargo según revela Obito Uchiha en su pelea contra Konan, dicho Dōjutsu no le pertenece verdaderamente a Nagato, ya que fue el verdadero Madara Uchiha quien antes de su muerte le había implantado sus ojos a Nagato cuando apenas era un niño sin que este último lo recordara y porque este creería que en algún momento Nagato lo reviviría como tenía planeado, usando el Jutsu de Resurrección del Camino Samsara.
Actualmente Nagato demostró que con ayuda de su Rinnegan él es capaz de usar una fuerza gravitacional capaz de repeler y atraer cualquier cuerpo, así como controlar casi a cualquiera, siempre y cuando a su víctima se le incrustaran unas barras de chakra, que actúan como unos transmisores, con los cuales Nagato podía a la vez controlar el cuerpo y recibir la información. Por último, se descubre que Nagato, al ser el séptimo Pain, es el que tiene la habilidad de controlar la Vida y la Muerte, que permite que así como puede matar a sus víctimas robando su alma, también puede revivirlos devolviéndosela. Nagato utilizó esta habilidad para revivir a los habitantes de Konoha.
En el tramo final de la historia, Nagato fue revivido con el Kuchiyose: Edo Tensei, y junto a Itachi Uchiha tuvieron un enfrentamiento contra Naruto Uzumaki y Killer Bee. En esta batalla se puede ver a Nagato manejando las habilidades de todos los Pain, usando su propio cuerpo de una forma más eficiente, ya que presenta un aumento drástico en la calidad de sus habilidades, como en el uso del Camino de los Fantasmas Hambrientos para absorber el chakra del 8 colas de Bee para, no solo evitar un ataque devastador, sino para restaurar su propio cuerpo, recuperando el peso perdido por el uso de la habilidad de su Kuchiyose no Jutsu: Gedo Mazô, y recuperando el color original en su pelo. 

### Seis Caminos del Dolor
La faceta más notable de Pain es que es una entidad única que existe en seis cuerpos individuales, todos actuando con una sola mente y voluntad. Él llama a esto los Seis Caminos de Pain o las Seis Vías del Dolor (ペイン六道, Pain Rikudō). Comúnmente, Pain opera con un solo cuerpo y deja a los demás guardados en un cuarto sellado. La única característica común compartida por estos cuerpos es su cabello naranja claro y ojos con el Rinnegan. Cada uno de ellos también tiene un número de pírsines en la cara de varios tamaños, figuras y diseños.
Cada uno de los cuerpos de Pain parece tener una habilidad individual especial y un rol específico. Nagato coordina todos los cuerpos mediante sus ojos. Cada cuerpo puede ver y sentir todo lo que los otros cuerpos perciben, dándole un máximo de siete campos de visión, permitiéndole coordinar poderosas ofensas y defensas multi-direccionales con gran velocidad y precisión, como si fuera una sola entidad. Cada uno de ellos llevan unas largas barras negras que sirven de transmisores de chakra. Utiliza cadáveres pues las personas vivas presentan resistencia al tener mente. Estas barras metálicas pertenecen a la invocación del Gedō Mazō. Pain se refiere a cada cuerpo como un Camino. A pesar de tener seis cuerpos, él prefiere usar el Camino de los Dioses para dar órdenes y coordinar sus acciones. Una de sus mayores ventajas es que ninguno de los cuerpos siente dolor físico al ser atacados, como pasó cuando Ibiki intenta torturar al segundo camino de los Animales.
Cada uno de sus cuerpos representaría a uno de los seis mundos del budismo, manifestando cada uno una habilidad diferente, relacionada con el mundo con el que se lo relaciona.

#### Camino Deva
Camino de los Dioses o Camino Deva (天道, Tendō) fue el primero de los Seis Caminos del Dolor que salió en la serie, y el más poderoso de todos, siendo capaz él solo de derrotar a varios ninjas excelentes. Era el cuerpo de Yahiko, el amigo de la infancia de Nagato. Fue el más frecuentado y utilizado de los seis caminos y actuó como representante de Nagato durante las reuniones de Akatsuki. Sus habilidades principales giraban en torno a la manipulación de la gravedad, lo que le permite atraer o repeler objetos. El camino Deva fue derrotado de forma permanente después de que su receptores de chakra fueron removidos de su cuerpo tras su derrota a manos de Naruto Uzumaki. Konan tomó este cuerpo, junto con el cuerpo de Nagato, después de su muerte y regresaron a la Aldea Oculta de la Lluvia. Durante su pelea contra Kakashi se revela de que tiene la habilidad de manipular la gravedad y la repulsión para atraer y repeler objetos en el espacio en relación con él (Shinra Tensei), pero no puede hacerlo seguidamente, dejándolo vulnerable por un pequeño lapso de tiempo después de usarlo.
- Apariencia: Como el Camino Deva era el cuerpo de Yahiko, había conservado todas sus características físicas de cuando él estaba vivo, sobre todo el color de pelo naranja. Como todos los Seis Caminos del Dolor, poseía el Rinnegan de Nagato, llevaba seis perforaciones, una barra de metal a través de cada oído, a través de tres botones de la parte superior de la nariz, y en cada extremo del labio inferior. También tenía tres perforaciones en cada muñeca, por lo menos una en su muñeca altas y algunas de poco menos de su cuello. También llevaba un collar, que es bastante similar al usado por el Sabio de los Seis Caminos. Debajo de la túnica de Akatsuki, el Camino Deva tiene una cicatriz en el estómago, esta fue hecha cuando Yahiko murió por el Kunai al suicidarse por orden de Hanzō.

Distribución de las barras de chakra en el rostro del Camino Deva

- Uso: El Camino de Deva es el único Camino en ser visto interactuar con otros miembros de Akatsuki además de Konan. Cuando los Seis Caminos estaban en uso activo, Nagato tendía a hablar solo a través del Camino Deva, y mostró la tendencia a sacrificar otros Caminos para mantener su seguridad. La actitud protectora de Nagato tal vez se debió a la conexión emocional con Yahiko.

- Habilidades: El Camino Deva fue considerado como el Pain más fuerte y querido de los Seis Caminos del Dolor. Sus habilidades principales giraban en torno a la manipulación de la gravedad, lo que le permite atraer o repeler objetos o personas. Sin embargo, no podía realizar estas técnicas en rápida sucesión, dejándolo vulnerable por un corto período de tiempo después de cada uso. Este período de tiempo entre los usos variados de cinco segundos hasta varios minutos, dependiendo de la fuerza de la repulsión o atracción que utilizaba. Cuando se realiza un ataque a gran escala, Nagato tuvo que cortar sus conexiones con los otros Caminos y después utilizar su chakra con solo el Camino Deva. El Camino Deva usó el Chibaku Tensei, que le permitió lanzar un globo negro de energía que podría atraer toda la materia circundante para formar un gran cuerpo terrestre. Además de la manipulación de gravedad, el Camino Deva también podría inexplicablemente utilizar un número de jutsus, algo que ninguno de los demás cuerpos ha demostrado hacer. Podía utilizar la técnica de cambiar de forma y hacer dobles con sacrificios humanos, crear proyecciones astrales de otros miembros de Akatsuki para las reuniones, y las barreras para proteger escondites. También podía controlar la lluvia (en posible referencia a Yahiko, que quería ser capaz de detener las precipitaciones en la Aldea Oculta de la Lluvia), que incluso le permitía sentir el chakra de todos los Habitantes en la Aldea de la Lluvia. Además, al igual que todos los otros Caminos, poseía una considerable fuerza y velocidad, como se ve en su pelea con Jiraiya. Otra habilidad inexplicable del Pain Deva es la técnica del Sellado, que Akatsuki utiliza para sellar a los Bijūs. Los miembros se reunirían para extraer a la fuerza al Bijū de su jinchūriki durante un período de tres días (Dependiendo del número de personas ayudando), para luego guardar a la Bestia con Cola en una estatua gigante. Sin embargo, Obito Uchiha y los restantes miembros de Akatsuki han demostrado que pueden iniciar la extracción sin necesidad de utilizar el Camino Deva, mientras estaba ocupado invadiendo Konoha.

- Influencia: En el budismo, el reino Deva es el reino de la felicidad. El reino Deva a veces también se conoce como "Reino de los Dioses", porque, en relación con los seres humanos, sus habitantes son tan poderosos que podrían compararse a las deidades. Sin embargo, los seres nacidos en el reino Deva están aún sujetos a la reencarnación.

#### Camino Humano
El Camino de los Humanos (人間道, Ningendō) es el cuerpo de un hombre alto y delgado con el cabello suelto largo, una barra diagonal en su nariz, dos pendientes verticales en cada mejilla, dos pendientes horizontales en su barbilla superior, y un pendiente en sus hombros cerca de su cuello. Jiraiya dañó los ojos de este Camino en las primeras fases de su batalla contra Pain, así que sus habilidades no fueron usadas al máximo. Este cuerpo puede leer la mente, ya sea tocando al oponente o simplemente por arte de telepatía crónica, sin embargo, la habilidad no puede ser utilizada si no se ve a quien se desea aplicar. Este cuerpo es originario de la Aldea Oculta de la Lluvia. En la invasión a Konoha, pertenece al grupo de reconocimiento y atrapa a un ninja leyéndole la mente y robándole el alma. Atrapa a Shizune y con un jutsu similar al del clan Yamanaka averigua la ubicación de Naruto. Luego de eso roba el alma de Shizune y así logra matarla. Más tarde es convocado junto a los demás para la batalla contra Naruto y Tsunade. En esta batalla, intentando salvar al reino de los animales, queda muerto después de recibir el Fūton: Rasen Shuriken Más tarde se ve que solo ha quedado de él la cabeza.
- Habilidad: Absorber con la mano todo el conocimiento de una persona. Como efecto secundario absorbe el alma de la víctima y por consiguiente la persona muere en el proceso.

#### Camino Asura
El Camino de los Demonios (修羅道, Shuradō) o Camino Asura o Camino Gigante es el cuerpo de un hombre alto y calvo con una forma de cuerpo muy extraña, teniendo un cuello muy corto, una mandíbula con forma de cuadrado grande, con un gran anillo haciendo la función de piercing en su nariz, pendientes de espina en toda su cabeza y un enorme pendiente de espina en su barbilla. Más tarde en la serie, los pendientes en su cabeza se vuelven en espinas y gana dos espinas verticales en cada cachete superior. Este es el único cuerpo de Pain que sonríe. Él puede separar y disparar sus partes del cuerpo como misiles para ataques de larga distancia, capaces de destruir rocas en el impacto. Su habilidad parece estar basada en el armamento y las marionetas humanas de Sasori. Se demuestra que este cuerpo tiene en verdad seis brazos, tres caras (cada una con una expresión diferente: felicidad, neutralidad, e ira), una cola de escorpión, y con un enorme parecido a una marioneta actual y al mítico Asura. Cuando Kakashi lo atacó, este cuerpo fue mostrado completamente artificial. También puede liberar una gran explosión al abrir su cabeza en forma de girasol. Este cuerpo se sospecha que fue el que arrancó el brazo de Jiraiya en su pelea. El Camino Asura fue aplastado por Choza Akimichi y Chōji Akimichi y luego paralizado por el Raikiri de Kakashi. Incluso después de ser aplastado aún pudo moverse para defender al primer cuerpo. Fue cortado por la mitad y destruido por otro Raikiri de Kakashi.  Pero cuando Choji intenta escapar con la información sobre las habilidades del Pain del Camino de los Dioses, este cuerpo demostró que sigue con vida, aunque fatalmente herido, disparando uno de sus misiles a Choji. Este misil es detenido por la técnica de Kamui de Kakashi, y después de esto el quinto cuerpo muere. Luego es absorbido por la invocación de Pain de los infiernos y es revivido. Más tarde, cuando se dispuso a atacar a Tsunade, Naruto interviene destruyendo este cuerpo de un solo golpe.
- Habilidad: Posee un cuerpo de marioneta, con gran fuerza y armamento (Kugutsu no jutsu).

#### Camino Animal
El Camino de los Animales (畜生道, Chikushōdō) o Camino Animal, el cuerpo más nuevo de Pain, con la apariencia de una mujer, es el que se utilizó para reemplazar al cuerpo perdido en la pelea contra Jiraiya. Este cuerpo tiene una apariencia muy joven, con su cabello atado en una especie de moño en la cima de la cabeza y espinas de cabello saliéndose de ese moño. Tiene un pendiente arriba de la nariz, una barra en los lados del cuello, dos pendientes en cada antebrazo y una fila de barras verticales en cada mejilla. Se le ha visto invocando un ciempiés gigante y diversos animales, y como el cuerpo que reemplazó, es capaz de invocar a los otros Pains. Este cuerpo fue introducido cuando Pain le anunció a Konan que iban a Konoha. Cuando Inoichi Yamanaka analizó la mente de un hombre de la Aldea Oculta de la Lluvia, él vio a ese hombre y un amigo que recibían este cuerpo por parte de Konan, muerto y sin pírsines, a la torre donde Pain vive. Más tarde se le ve a él y el reino de los Humanos atacando a Ibiki, Ino y Shizune entre otros ninjas, y se da cuenta de que están investigando los receptores de chakra. Este cuerpo invoca a un perro, que es atrapado por los ANBU, sin embargo realiza un ninjutsu y le aumenta dos cabezas a la invocación. Más tarde, se reúne con los otros cuerpos y le dice a Konan que realizará el Shinra Tensei. En la batalla contra Naruto, hace diversas invocaciones, algunas derrotadas por Gamabunta. Más tarde puede escapar del efecto devastador del Fūton: Rasen Shuriken de Naruto, invocando una gran ave. En ese momento Shima hace una técnica, la cual deja a Pain en una total oscuridad, de repente Naruto aparece atacándole con un Raserengan, dejando aparentemente muerto a este cuerpo y evaporándose sus invocaciones.
- Habilidad: Invocación (Kuchiyose no jutsu).

#### Camino Preta
El Camino de los Fantasmas Hambrientos (餓鬼道, Gakidō) o Camino Preta es el cuerpo de un hombre corpulento con seis pírsines de pendientes en forma de espinas cubriendo todo su labio inferior, dos barras verticales en frente de su nariz, un pendiente de espina en cada mejilla, una barra de metal atravesando cada oreja y un pendiente en cada uno de sus hombros cerca a su cuello. Este es un cuerpo defensivo, capaz de absorber cualquier técnica de categoría Ninjutsu: incluso un Rasengan Gigante y una combinación de ataques elementales no le hicieron efecto. Originalmente este cuerpo era de la Aldea Oculta de la Hierba. Forma el escuadrón de tácticas de distracción en la invasión a Konoha. En dicha invasión se enfrenta a un grupo de ninjas y les absorbe sus jutsus.
Más tarde se dirige a la sala de examen y es atacado por Kiba y Tsume Inuzuka. Luego, se retira juntándose con los demás cuerpos y Konan. En la batalla contra Naruto, los dos se atacan con sus puños respectivamente, pero supuestamente fallan, pero a los pocos segundos, la cara de Pain se va distorsionando hacia un lado, hasta salir disparado. El golpe de Naruto, es lo suficiente fuerte como para matarlo en ese mismo instante. Sin embargo, es revivido por el Camino Asura, quedando solo él y el Pain del camino de los dioses. Posteriormente está a punto de ser derrotado por Naruto, pero Pain Yahiko lo lanza lejos con el Shinra Tensei y luego son atacados por Bunta, Hiro y Ken a los que Pain Yahiko derrota fácilmente. A continuación, atrapa a Naruto y elimina el Modo Sennin, pero a consecuencia de absorber el chakra del modo Senjutsu, el cuerpo no soporta todo ese poder, por lo que eventualmente se convierte en un sapo y acaba petrificándose.
- Habilidad: Absorber ninjutsu o chakra (Fūjutsu Kyūin).

#### Camino Naraka
Camino del Infierno (地獄道, Jigokudō) o Camino Naraka Fue el sexto de los Seis Caminos del Dolor en salir. Fue derrotado durante la invasión de Pain por Konohamaru Sarutobi quien utilizó un clon y luego utilizó un Rasengan venciendo al Camino Naraka. Cuando estaba vivo, el Camino Naraka era un hombre alto, fornido, musculoso. En el anime era un hombre santo en un pueblo pequeño, insistiendo firmemente en la fuerza de la oración entre sus discípulos religiosos. El camino Naraka, como todos los de los Seis Caminos del Dolor, poseía el Rinnegan de Nagato. Tenía el pelo naranja, y cuando estaba vivo tenía un color gris-marrón. Tenía múltiples pírsines en el cuerpo, como uno circular sobre el puente de la nariz, una fila diagonal de pernos en cada una de sus mejillas, tres perforaciones en cada una de sus orejas, y uno en cada uno de sus hombros cerca de su cuello. A pesar de que era físicamente lo suficientemente fuerte para levantar a un hombre con una mano, sólo tenía la capacidad que radica en el uso de convocar al Rey del Infierno. Es una gran cabeza que brota de la tierra rodeada por las llamas púrpuras y posee el Rinnegan. Este ser puede cumplir dos propósitos: la interrogación y la restauración. Para interrogar, el Camino Naraka sólo necesita agarrar a una persona. Con la víctima aparentemente paralizada, el Camino Naraka hace una pregunta. Después de respuestas que dan, el Rey del Infierno descomprimirá la boca para agarrar la lengua de la víctima. Luego procede a pasar a su sentencia. Si la persona estaba mintiendo o se negó a responder las preguntas, el Rey del Infierno arrancaría la lengua y la consume, aparentemente matando a la víctima. Sin embargo, si dijo la verdad, los deja a salvo, aunque dejó muy agotados.
- Habilidad: Extraerle la vida a los vivos o revivir a los muertos mediante su invocación del Samsara (Gedo Rinne Tensei no Jutsu). También tenía la capacidad de reparar cualquier daño ocasionado a los otros cuerpos de Pain. Para ello el Camino Naraka usa al Rey del Infierno para ingerir al cuerpo dañado, Entonces el cuerpo destruido saldrá de su boca, completamente curado y rejuvenecido. Cuando los Seis Caminos del Dolor usan una formación de combate, el Camino Naraka siempre esta en una posición trasera con los demás que lo protegen, incluso por detrás del Camino Deva. Esto indica que la capacidad de curación del Camino Naraka lo ha convertido en uno de los cuerpos más importantes.

- Influencia: En el budismo, el camino Naraka o "reino de los infiernos", es un plano de la reencarnación, sobre la base del Karma (acciones físicas, verbales y mentales) El Naraka es superficialmente similar al infierno cristiano o al purgatorio, aunque hay muchas diferencias significativas. Antes de ser enviados al reino Naraka, el Rey del Infierno, Yama, será el juez de los muertos. Se cree que si te encuentras con él, te arranca la lengua. Este era el único de los Seis caminos del Dolor con el poder de revivir a los demás y aún después de ser derrotado por Konohamaru, logró de alguna manera recuperarse él solo.

Este cuerpo fue neutralizado temporalmente por Konahamaru, al realizar el jutsu clones de sombras y al ser acechado por Pain, cuyo mismo lo tenía, sujeto por el cuello, pero Konohamaru ejecuta un rasengan dejando herido a Pain.
Más tarde, se reúne con Konan y los demás cuerpos, invocando al "rey del infierno" y este absorbe al Camino Asura de Pain reviviéndolo. En ese instante es invocado para la batalla contra Naruto y Tsunade. Luego durante el combate, Naruto descubre que este cuerpo es el que revive a los demás y mediante una estrategia del Uzumaki, lo ataca con dos rasengan dejándolo fuera de combate y sin la posibilidad de Pain de restaurar a los otros cuerpos. Luego se le ve derrotado y con lo que parece la mandíbula rota.

#### Antiguo Camino Animal
Obviamente, este cuerpo anteriormente poseía el rol del Camino Animal (畜生道, Chikushōdō), pero fue derrotado por Jiraiya y enviado a Konoha para estudiarlo, para luego ser reemplazado por otro Camino Animal con el cuerpo de una mujer. Estaba caracterizado por una larga coleta y grandes pírsines en forma de puente en su nariz con los lados en las mejillas, un piercing arriba de la nariz y seis abajo de su cara en el área de la barbilla. La apariencia de este cuerpo, cuando se vio la primera vez, fue confundido por la de otro miembro de Akatsuki: Deidara. Este cuerpo es una forma apta para combatir, ya que es un invocador eficaz, capaz de invocar una variedad masiva de diferentes animales para propósitos distintos, y más que nada la habilidad para invocar a los demás cuerpos de Pain en casos de emergencia. Cada invocación animal también tiene ojos de Rinnegan y varios pírsines haciendo pensar que están controlados por Pain. Antes del enfrentamiento con Jiraiya, uno de los subordinados de Pain notó que algunos creen que Pain era parte del clan Fūma. Esto es porque el cuerpo era en realidad un hombre del clan Fūma, reconocido por Jiraiya como un hombre que le tendió una emboscada en el pasado, terminando con una cicatriz en la frente en esa batalla. Este cuerpo fue el primero que Jiraiya vio y fue consecuentemente vencido en batalla y enviado a Konoha para estudiarlo.
- Habilidad: Invocación (Kuchiyose no jutsu).